# Dictyochaeta triseptata
Dictyochaeta triseptata är en svampart som först beskrevs av Matsush., och fick sitt nu gällande namn av R.F. Castañeda 1986. Dictyochaeta triseptata ingår i släktet Dictyochaeta och familjen Chaetosphaeriaceae.   Inga underarter finns listade i Catalogue of Life.